# Aida Garifullinová
Aida Garifullinová, rusky: Аида Эмилевна Гарифуллина, Aida Emilevna Garifullina (* 30. září 1987 Kazaň) je ruská operní pěvkyně – sopranistka tatarského původu, která účinkovala v petrohradském Mariinském divadle. Od sezóny 2014–2015 je sólistkou Vídeňské státní opery. Roku 2013 vyhrála mezinárodní soutěž mladých operních pěvců Operalia. Nahrávky vydává v nakladatelství Decca Records.

## Osobní život a pěvecká dráha

### Vzdělání a raná kariéra
Narodila se roku 1987 v tatarské metropoli Kazani, tehdejší součásti Ruské sovětské federativní socialistické republiky. Matka Ljalja Garifullinová, dirigentka sboru, působila jako ředitelka Centra soudobé klasické hudby, pojmenovaného podle skladatelky Sofie Gubajdulinové. Od časného dětství měla vliv na dceřin hudební vývoj a rozvoj profesní dráhy. V osmnácti letech se Aida Garifullinová přestěhovala do německého města Norimberku, kde začala studovat hudbu.
V akademickém roce 2007–2008 nastoupila na Univerzitu hudebních a dramatických umění ve Vídni do třídy Claudia Visciho. O dva roky později debutovala v univerzitní produkci Mozartovy opery Così fan tutte rolí Despiny. V roce 2010 se stala vítězkou moskevské pěvecké soutěže Muslima Magomajeva. Po vídeňském absolutoriu v roce 2011 vystoupila na zakončení Letní univerziády 2011 v čínském Šen-čenu a v Kazani přednesla duet s Alessandrem Safinou, když její rodiště převzalo štafetu místa konání univerziády.
V srpnu 2012 se představila na otevření ruského domu v rámci londýnských Letních olympijských her 2012. V Londýně se seznámila s hudebním ředitelem a dirigentem petrohradského Mariinského divadla Valerijem Gergijevem, aby již v lednu 2013 debutovala na mariinské scéně postavou Susanny v Mozartově komické opeře Figarova svatba. Následně do repertoáru přidala role Gildy ve Verdiho Rigolettu a Adiny v Donizettiho Nápoji lásky.
Jako velvyslankyně kazaňské „kulturní univerziády“ vystoupila na červencovém zahájovacím ceremoniálu Letní univerziády 2013 a objevila se také na zakončení sportovní akce v doprovodu orchestru Mariinského divadla vedeného Gergijevem.

### Cena Operalia 2013 a další dráha
Impulzem do další kariéry se stalo vítězství na mezinárodní pěvecké soutěži mladých interpretů Operalia 2013 ve veronské Aréně. V soutěži přednesla árie Nanetty (Falstaff), sněhurky (Sněhurka), Susanny (Figarova svatba) a Giulietty (Kapuleti a Montekové). Tatarský prezident Rustam Minnichanov jí pak 16. října 2013 udělil titul zaloužilá umělkyně Tatarstánu.
V sezónách 2013 až 2015 vystupovala mimo jiné s José Carrerasem, Plácidem Domingem, Dmitrijem Chvorostovským či Andreou Bocellim. Během roku 2014 účinkovala v rámci Rosenblattových recitálů konaných v londýnské Wigmore Hall a v roce 2015 podepsala smlouvu s nahrávací společností Decca Records.

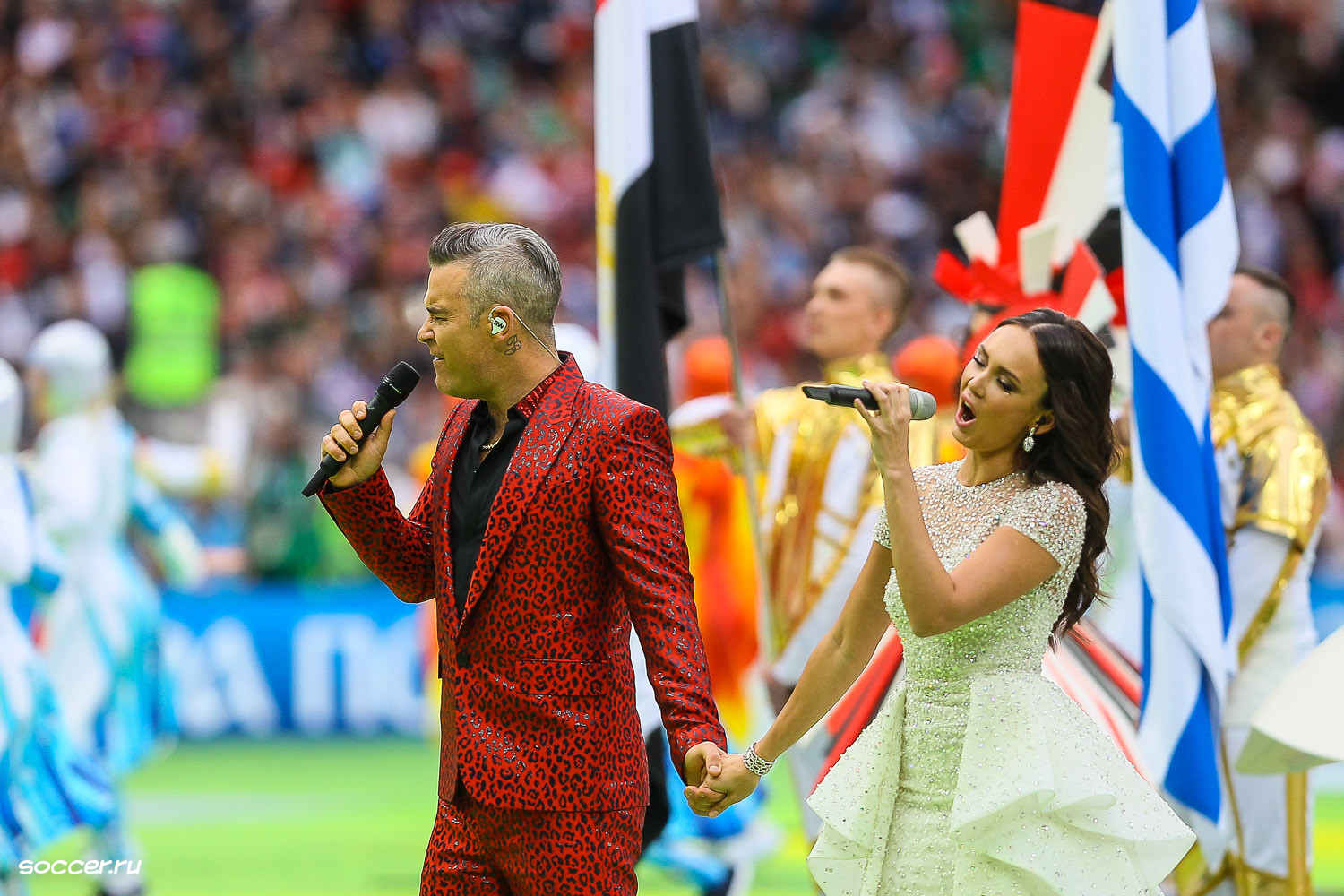
Na zahájení MS ve fotbale 2018 zazpívali Aida Garifullinová a Robbie Williams píseň „Angels“

Od sezóny 2014–2015 se stala sólistkou Vídeňské státní opery.
V únoru 2015 a poté opět v únoru 2020 vystoupila jako sólistka na plese ve vídeňské Státní opeře, v roce 2020 společně s polským tenorem Piotrem Beczałou. Objevila se také na milánském galakoncertu při finále fotbalové Ligy mistrů 2016 či představení pod Eiffelovou věží. Na vánočním koncertu 2020 v Teatro alla Scala v Miláně, který se kvůli pandemii covidu-19 konal bez diváků, byl však vysílán televizí, vystoupila Garifullinová jako jediná pěvkyně. Zpívala jednu z árií Wolfganga Amadea Mozarta.
V komediálním životopisném dramatu Božská Florence ztvárnila při svém filmovém debutu francouzsko-americkou operní divu, sopranistku Lily Pons, a zazpívala zvonkovou árii z Delibesovy opery Lakmé.
V únoru 2017 vydala u labelu Decca eponymní album Aida Garifullina obsahující 15 árií za doprovodu Rozhlasových symfoniků ORF pod taktovkou Cornelia Meistera. V témže měsíci debutovala v České republice na koncertu ve Smetanově síni Obecního domu v Praze. Doprovázel ji orchestr PKF – Prague Philharmonia řízený německým dirigentem Jochenem Riederem. V programu se objevily árie z opery Zlatý kohoutek, „Měsíčku na nebi hlubokém“ z Dvořákovy Rusalky či „Ukolébavka“ z opery Mazepa.
Při zahájení Mistrovství světa ve fotbale 2018 v Moskvě zazpívala s anglickým zpěvákem Robbiem Williamsem jeho píseň „Angels“.

## Soukromý život
V květnu 2016 došlo k medializaci jejího partnerského vztahu s bývalou tenisovou světovou jedničkou Maratem Safinem. Na konci prosince téhož roku se dvojice rozešla.

## Repertoár
- G. Donizetti – Don Pasquale, Norina
- G. Donizetti – Nápoj lásky, Adina
- P. Eötvös – Tři sestry, Irina
- F. Halévy – Židovka, princezna Eudoxie
- W. A. Mozart – Così fan tutte, Despina
- W. A. Mozart – Don Giovanni, Zerlina
- W. A. Mozart – Figarova svatba, Susanna
- W. A. Mozart – Kouzelná flétna, Pamina
- S. S. Prokofjev – Válka a mír , Nataša Rostovová
- G. Puccini – Bohéma, Musetta
- N. A. Rimskij-Korsakov – Zlatý kohoutek, Šemachánská carevna
- G. Rossini – Italka v Alžíru, Elvíra
- G. Verdi – Maškarní ples, Oscar
- G. Verdi – Falstaff, Nannetta
- G. Verdi – Rigoletto, Gilda

## Vybraná diskografie
- Aida Garifullina (2017)